# 巨型共價結構
巨型共價結構是一些有巨型結構的共價化合物，這些化合物中的共價鍵遍佈了整個結構，鍵合了所有原子。

## 例子
- 碳
  - 鑽石
  - 石墨
- 二氧化硅
  - 沙
  - 石英
- 硅
- 碳化硅
- 硼
- 碳化硼
- 氮化硼